# Comin' Round the Mountain (film 1951)
Comin' Round the Mountain è un film con Bud Abbott e Lou Costello, meglio noti in Italia come Gianni e Pinotto. Non esiste la versione italiana del film.

## Trama
Bud e Lou si trovano mescolati insieme con montanari, streghe e pozioni d'amore.